# ليو فون شويبنبرج
ليو ديتريش فرانز ريشسفريهرر جير فون شويبنبرج (2 مارس 1886 - 27 يناير 1974) جنرالًا في الفيرماخت في ألمانيا النازية خلال الحرب العالمية الثانية، مشهورًا بموقفه الرائد وخبرته في مجال الحرب المدرعة.   قاد جيش بانزر الخامس (الرسمي باسم بانزر جروب الغربي) خلال غزو نورماندي، وعمل لاحقًا كمفتش عام للقوات المدرعة. بعد الحرب، شارك في تطوير الجيش الألماني المبني حديثًا ( Bundeswehr ).

## حياته
ولد فرايهر عام 1886 في بوتسدام من الطبقة الأرستقراطية العسكرية البروسية حيث ينحدر من عائلة أنتجت اثنين من المشيريين البروسين.  انضم إلى الجيش الألماني عام 1904. في الحرب العالمية الأولى حارب على عدة جبهات وصعد إلى رتبة نقيب. بعد الحرب، بقي في الجيش، وأصبح أوبرست في عام 1932، وجنرال في عام 1935. من عام 1933 إلى عام 1937، كان ملحقًا عسكريًا للمملكة المتحدة وبلجيكا وهولندا، مقيمًا في لندن. تمت ترقيته إلى Generalleutnant عند عودته من لندن، وتولى قيادة فرقة البانزر الثالثة (المدرعة) في عام 1937. 

## الحرب العالمية الثانية
من 1 سبتمبر - 7 أكتوبر 1939 قاد فرقة الدبابات 3 خلال غزو بولندا، حيث كانتفرقة من أكبر فرق البانزر عددا، ب391 دبابة.  في عام 1940 قاد فيلق بانزر XXIV في غزو فرنسا. في عام 1941، في غزو الاتحاد السوفياتي، كان فيلق الدبابات الرابع والعشرون ليجر جزءًا من جيش الدبابات الثاني للجنرال هاينز جوديريان، وتألف من جميع وحدات الدبابات الرئيسية في جودريان.  في 9 يوليو 1941، حصل على وسام الفارس الصليبي الحديدي بصفته الجنرال دير بانزرتروب.  بحلول أوائل نوفمبر 1941، قاد فيلق بانزرر الثالث والرابع والسابع عشر، وفوج بانزر من الفرقة 18 بانزر، بالإضافة إلى فوج المشاة Großdeutschland، وقاد تقدم مجموعة الجيوش الوسطى خلال المعركة موسكو . 

## الجوائز والأوسمة
- وسام الفارس الصليبي الحديدي في 9 يوليو 1941 كجنرال دير بانزرتروب وقائد الرابع والعشرون. Armeekorps (بمحركات) [7]

## روابط خارجية
- ليو فون شويبنبرج على موقع الموسوعة البريطانية (الإنجليزية)
- ليو فون شويبنبرج على موقع مونزينجر (الألمانية)